# Utagawa Hiroshige III.

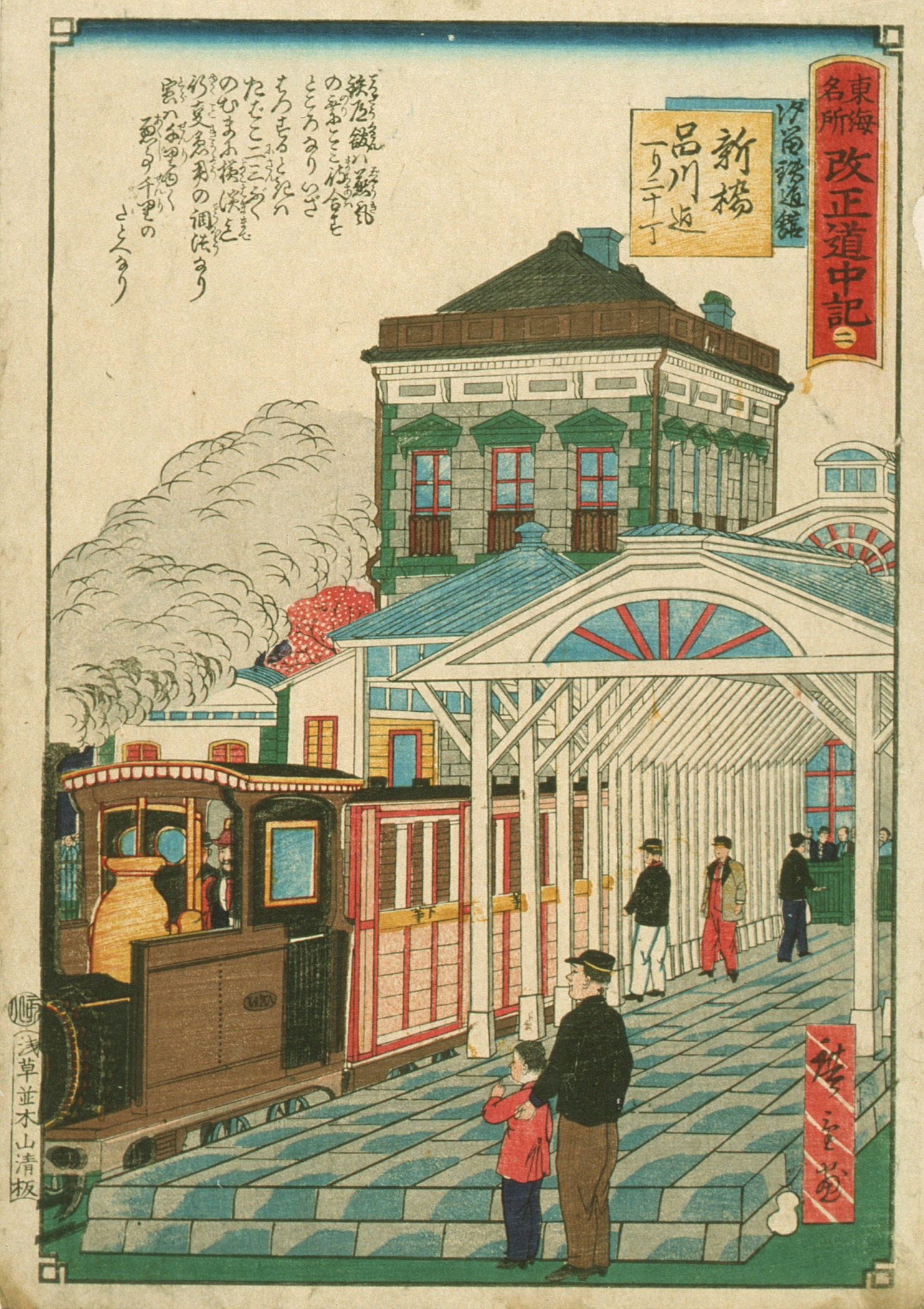
Bahnhof Shimbashi

Utagawa  Hiroshige III. (japanisch 三代 歌川 広重, Sandai ~, Geburtsname Gotō (後藤), mit den Kindheits- und Jugendnamen Torakichi (寅吉) bzw. Torajirō (寅次郎), späterer bürgerliche Name Andō Tokubei (japanisch 安藤 徳兵衛); geb. 1842 oder Anfang 1843; gest. 28. März 1894) war ein japanischer Maler im Ukiyoe-Stil im 19. Jahrhundert. Seine Künstlernamen waren Isshōsai (一笑斎), Shigemasa (重政), Shigetora (重寅).

## Leben und Werk
Hiroshige III. war der Sohn eines Schiffszimmermanns und wurde von einem Restaurant-Besitzer namens Momogawa (百川) aufgezogen. Er wurde dann ein Schüler Utagawa Hiroshiges und erhielt von seinem Lehrer den Namen Shigemasa. Nachdem Hiroshige II. sich 1865 von seiner Frau, einer Tochter Hiroshiges, getrennt und nach Yokohama zurückgezogen hatte, nannte Shigemasa sich selbst Hiroshige II., obwohl er bereits der dritte Träger dieses Namens war. Als Künstler ist er von geringerer Bedeutung, aber er ist interessant von seiner Themenwahl her: Auf seinen Drucken sind die Veränderungen Tokios, die mit der Meiji-Restauration verbunden waren, dargestellt, insbesondere auch die neuen technischen Errungenschaften wie Eisenbahnen und ihre Bahnhöfe. 

## Bilder

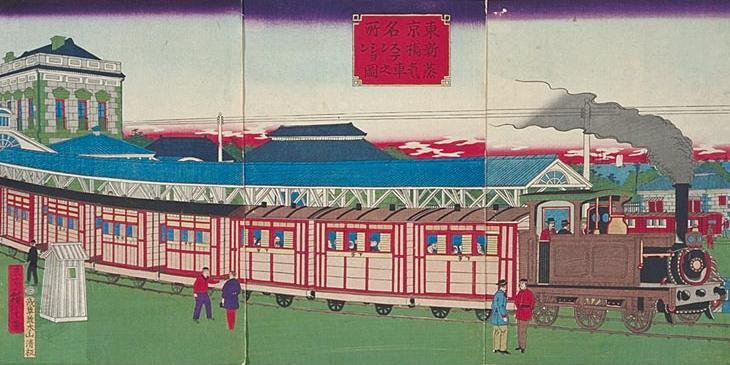
Eisenbahn am Bahnhof Shimbashi
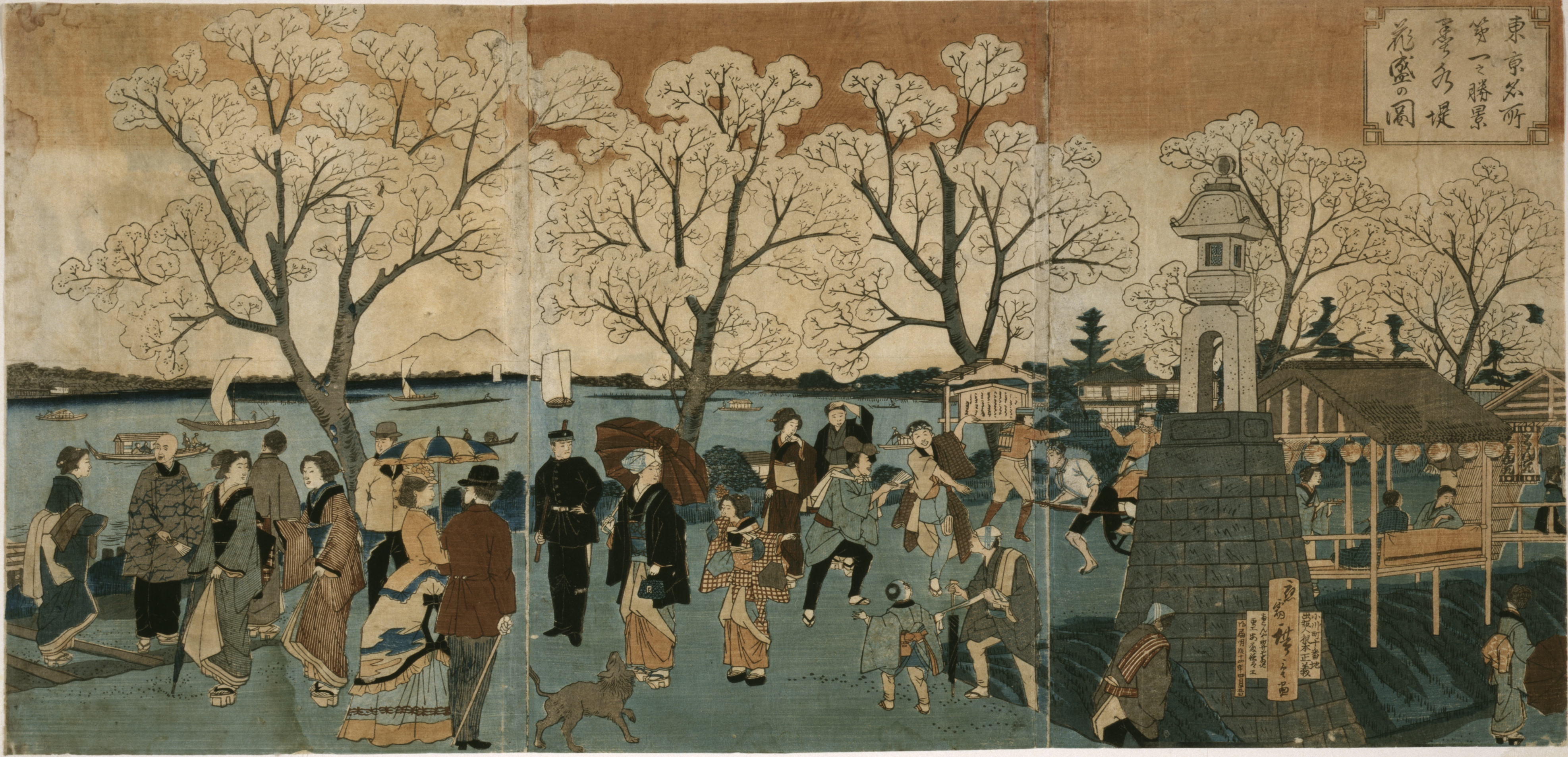
Kirschblüte am Fluss Sumida
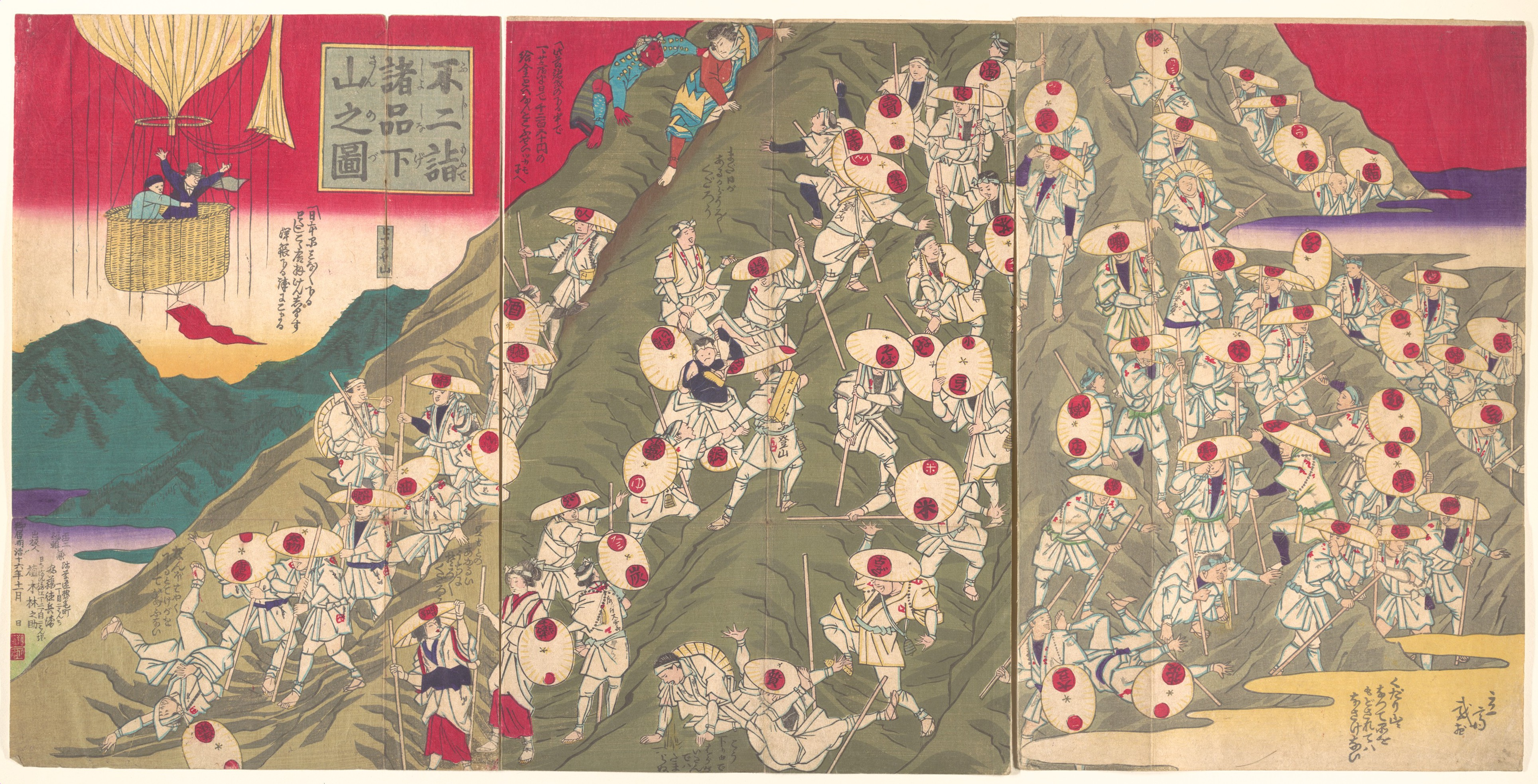
Pilger am Berg Fuji